# Dendrothrips degeeri
Dendrothrips degeeri är en insektsart som beskrevs av Jindřich Uzel 1895. Dendrothrips degeeri ingår i släktet Dendrothrips och familjen smaltripsar. Arten är reproducerande i Sverige. Inga underarter finns listade i Catalogue of Life.